# ヨシダ忠
ヨシダ 忠（ヨシダ ただし、1944年1月3日 - ）は、日本の漫画家。福岡県福岡市博多区生まれ、岡山県倉敷市育ち。本名：吉田忠明（よしだ ただあき）。吉田忠名義もあるが、本来は名字のカタカナ書きが正しいペンネームで、「吉田」は勝手に間違われたもの。

## 略歴
- 藤子不二雄（藤本弘・安孫子素雄）に師事[2]。
- 1967年、同時に描いた「はりきりスギ太」（1967年11月『冒険王増刊』）および「植物人間ピーマン」（1968年1月『少年ブック増刊』）でデビュー[1]。

## 作品リスト
- はりきりスギ太（冒険王増刊号 1967年読切り）
- 植物人間ピーマン（少年ブック増刊号 1968年読切り）
- コウモリくん（別冊少年キング 1968年読切り）
- 百年目のいなかっぺ（原作：笠原良三、ぼくら 1968年連載）
- サイケくん（少年画報 1968年読切り）
- トリトル先生がいく（別冊少年キング 1968年読切り）
- バカスカセールくん（少年マガジンコミックス 1968年読切り）
- かけろコケ太（ぼくら・ 1969年連載）
- とびだせコント55号（少年画報 1969年読切り）
- コント55号のなんでも大作戦（原作：北上健、少年画報 1969年連載）
- おせおせヌーボー（別冊少年キング 1969年読切り）
- やじ馬一家（別冊少年キング 読切り）
- ジャラゴンの大冒険（原作：山田正弘、ぼくら 1969年5月号-10月号連載）[4][5][6][7][8][9]
- おーライバル（ぼくらマガジン 1969年連載）
- なぞなぞドッカン（小学一年生 1970年連載）[10]
- ギトギト集団（ぼくらマガジン 1970年連載）
- グーなやつ（ぼくらマガジン 1970年連載）
- はみだしゲロパ（ぼくらマガジン 1970年読切り）
- ながらのゾロメ（少年画報 1970年連載）
- 親ばか～のブルース（ぼくらマガジン 1970年読切り）
- なぞなぞまっくろう（小学一年生 1971年連載）
- あい（少年画報 1971年4月号読切り）
- きになるおれ（中学二年コース 1971年7月号付録）
- あいあい親子（少年マガジンコミックス 1971年）
- 挑戦（少年マガジン増刊 1971年読切）
- あい（少年画報 1971年7号読切り）[11]
- 補欠情報部員00ロンパー（少年マガジン増刊 1972年読切り）
- なぞなぞチコちゃん（小学一年生 1973年9月号読切り）[12]
- バンバンの いじわるなぞなぞ100（小学一年生 1973年10月号読切り）[13]
- バンバンのなぞなぞ学校（小学一年生 1973年11月号読切り）[14]
- ほんとうのお話ウルトラマンタロウ（小学館BOOK 1974年）
- オバQとなぞえもん（小学一年生 1974年連載）[15]
- もの知り仮面（小学五年生 1974年連載）
- 月刊やじ馬くん（小学生ブック 1974年連載）
- メダカの学校（小学五年生 1974年4月号読切り）[16]
- 豆夫くんと芽子ちゃん（共著者：秋山聡、小学五年生 1974年5月号読切り）[17][18]
- もの知り仮面のからだたんけん（共著者：佐伯誠一、小学五年生 1974年6月号読切り）[19]
- つあたい方がなぜおいしいの?〔ママ?〕（共著者： 秋山聡、小学五年生 1974年7月号読切り）[20]
- はめ絵クイズ（小学五年生 1974年10月号読切り）[21]
- クリスマスクルクルパーティー（共著者：須藤輝雄、小学五年生 1974年12月号読切り）[22]
- なぞなぞなぞべえ（小学一年生 1975年連載）[23]
- 三ちゃんクラブ（小学三年生 1975年 - 1985年連載）
- 冒険ロックバット（テレビマガジン 1975年連載）
- カリメロ（小学二年生 1975年連載）
- スター全員集合（小学三年生 1975年連載）
- どえらい博士（少年マガジン増刊 1976年読切り）
- 一休さん（小学二年生 1976年連載）
- なぞなぞなぞメン（小学一年生 1976年連載）
- いけいけ!やじ馬くん（テレビマガジン 1976年読切り）
- 三休さん（テレビマガジン 1976年連載）
- とんちの一休さん（小学一年生 1976年 - 1978年連載）[24]
- 一休さん とんち101（101コミックス 1976年）
- ドラえもん うらない101（101コミックス 1976年）
- どえらい博士（少年マガジンコミックス 1976年11月号読切り）
- それゆけ!ターザン（てれびくん 1976年12月号読切り）
- 占い百科（少年少女集英社文庫まんが版入門百科）（横山孝雄共著 1976年）[25]
- 藤子不二雄物語 ハムサラダくん（コロコロコミック 1977年連載）
- フーセンマン（たのしい幼稚園 1978年連載）
- ドラえもん全百科（1979年）
- なぞなぞまじっくん（小学一年生 1979年連載）
- ぱぴぷぺピッポ（たのしい幼稚園 1979年連載）
- 続・ドラえもん全百科（1979年）
- ドラえもんふしぎシリーズ（1979年）
- 一休さんとんちばなしふしぎシリーズ（1980年）
- 水泳入門（学研まんが. 早わかり入門シリーズ）（1981年）[26]
- なぞなぞ大集合（小学館学習まんが・ふしぎシリーズ）（1982年）[27]
- おれたちマイコン族（原作：本郷一朗、POPCOM 1984年8月号 - 1987年10月号連載）
- ドラえもんのなぞなぞポケット（てんとう虫ブックス 1988年）[28]
- ドラエモンのなぞなぞ学校（小学館 1989年）[29]
- おつかれさん劇場（月刊FACE 1992年8月号 - 1993年3月号連載）
- まんがで読む労働基準法（原作：山崎和義、総合法令 1992年）[30]
- まんがで読む離婚（原作：山崎和義、総合法令 1994年）[31]
- ヨシチューまんが熱チュー記（Neo Utopia会誌）[32]

## その他
- 藤子・F・不二雄大全集『パーマン』4巻（2009年、小学館） - 解説を執筆。